# کورکور نوک‌زرد
کورکور نوک‌زرد (نام علمی: Milvus aegyptius) نام یک گونه از تیره عقابیان است.

## نگارخانه

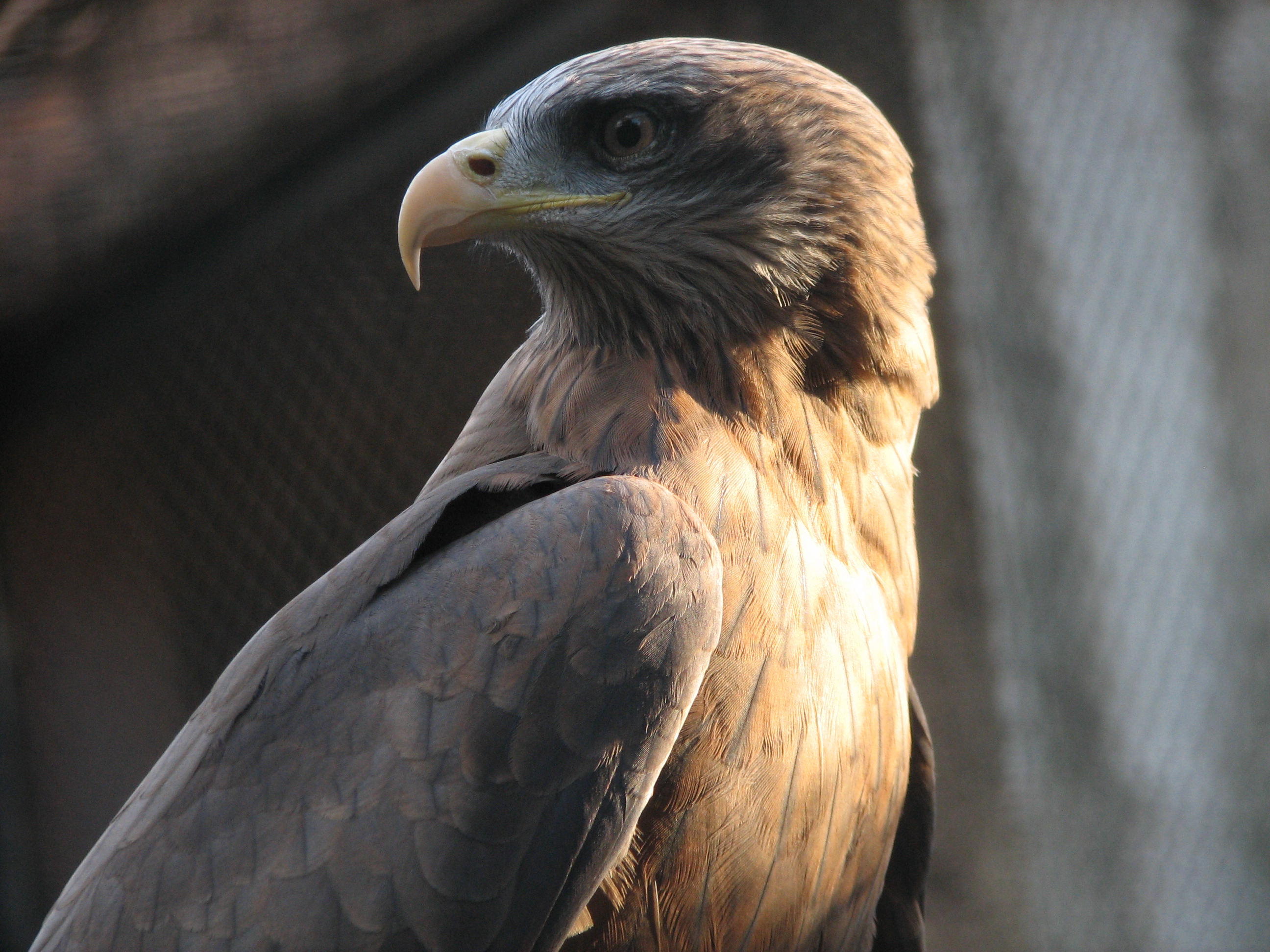
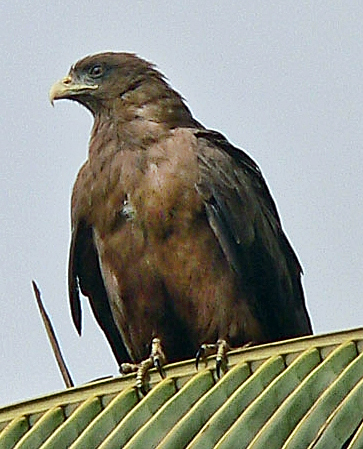
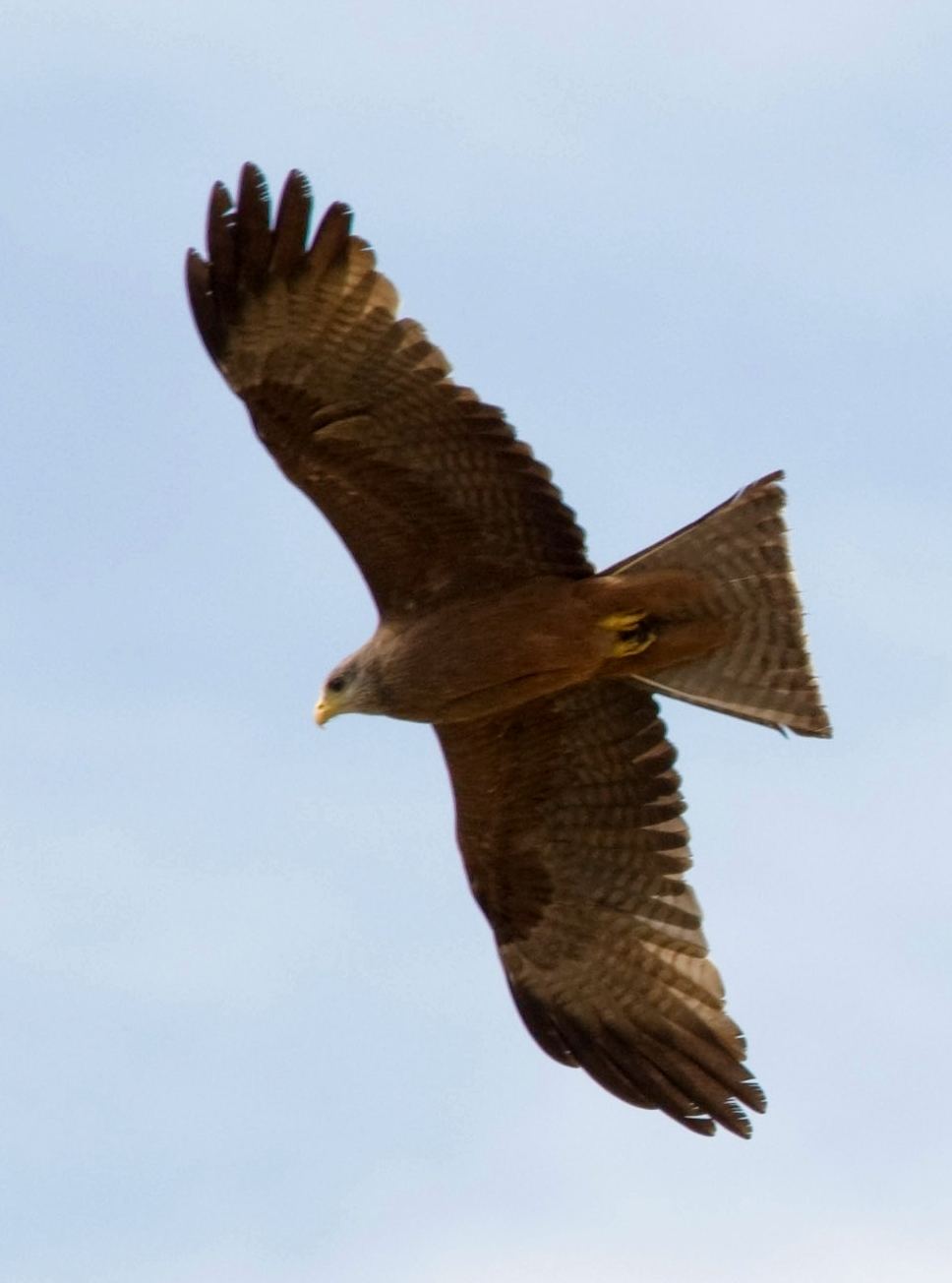
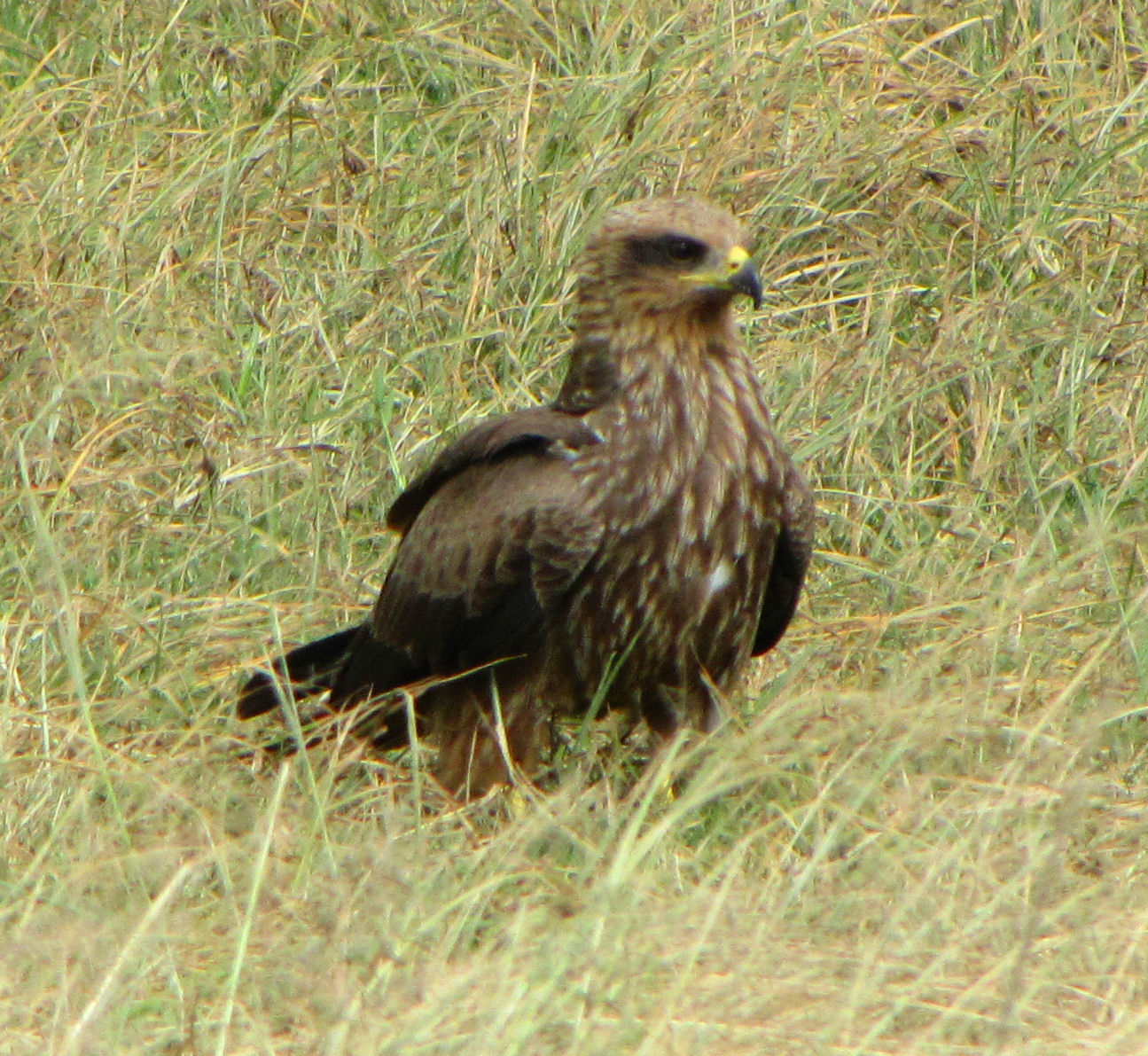